# Адольф Віктор Едуардович
Віктор Едуардович Адольф (нар. 19 (31) січня 1894 — 19 червня 1936) — радянський льотчик-випробувач.

## Біографія
Народився 19 (31 січня) 1894 року. У 1913 році закінчив гімназію, у 1915 році — два курси юридичного факультету.
В армії з 1915 року. У 1916 році закінчив Казанське військове училище. Учасник Першої світової війни в 1916—1917 роках, поручик.

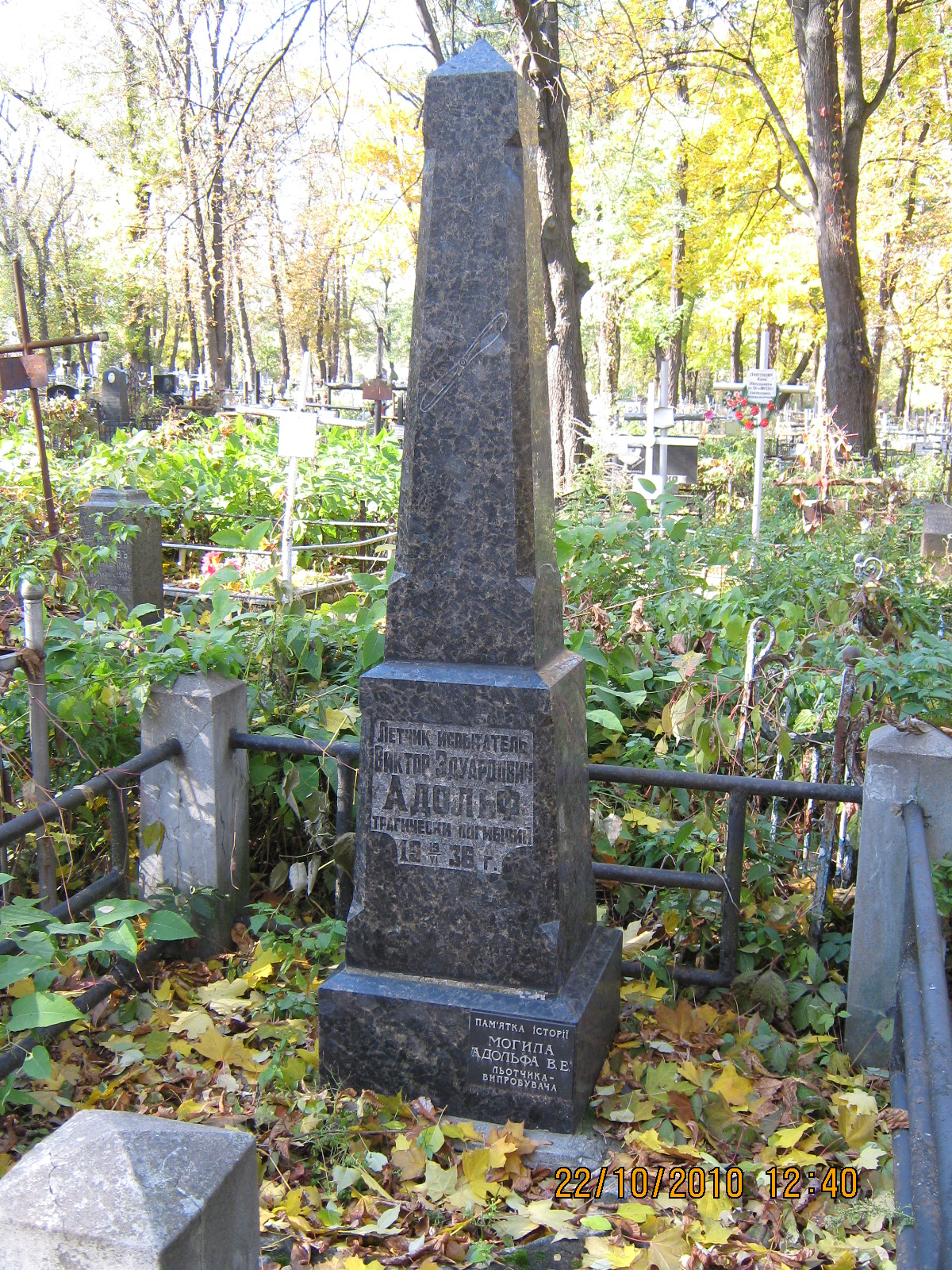
Могила Віктора Адольфа

У РСЧА з 1917 року. Учасник громадянської війни в 1917—1919 роках у складі загону Вятского району.
У 1920 році закінчив школу льочиків-спостерігачів, в 1923 році — Качинську ВАШЛ, у 1924 році — Московську вищу авіашколу. З 1925 року — льотчик-інструктор Качинської ВАШЛ.
У жовтні 1933 року — льотчик-випробувач авіазаводу № 43 (Київ); випробував серійні Р-10, ХАІ.
Загинув 19 червня 1936 року при виконанні показового польоту на І-4.
Жив у Києві. Похований у Києві, на Лук'янівському кладовищі.